# Michel Croz
Michel Auguste Croz (Chamonix-Mont-Blanc, 22 aprile 1830 – Cervino, 14 luglio 1865) è stato un alpinista francese.
Guida alpina assai apprezzata, accompagnò molti dei pionieri dell'alpinismo inglese tra il 1859 ed il 1865, partecipando a numerose prime ascensioni, tra cui il Monviso, il Mont Dolent ed il Cervino: nel corso di quest'ultima impresa trovò la morte in un incidente mentre tentava di compiere la prima ascesa della montagna.

## Attività come guida alpina
Nato a La Tour, una frazione di Chamonix, Croz iniziò ad operare come guida alpina nel 1859, quando fu assunto da William Mathews per un'ascensione sul Monte Bianco. Accompagnò poi, insieme al fratello Jean-Baptiste, il Mathews anche nelle due successive campagne del 1860 e del 1861, culminate con la prima ascensione del Monviso. Successivamente, si unì come guida ad altri alpinisti del calibro di Francis Fox Tuckett e Edward Whymper, compiendo, oltre a numerose prime ascensioni (tra cui si possono citare, oltre al già detto Monviso, la Grande Casse, la Barre des Écrins e la Aiguille d'Argentiere), anche diverse prime traversate di colli precedentemente inviolati, come il Col des Ecrins, il col du Sélé ed il col du Glacier Blanc nel Massiccio dell'Ecrins (1862, con Tuckett, Peter Perren e Bartolomeo Peyrotte).

## Cervino
Nel 1865 Michel Croz si unì alla spedizione guidata da Edward Whymper che tentava la prima ascesa del Cervino dalla Cresta dell'Hörnli. Della spedizione facevano parte, oltre a Croz e Whymper, Charles Hudson, Lord Francis Douglas, Douglas Robert Hadow, e le due guide di Zermatt Peter Taugwalder padre e figlio. La spedizione raggiunse con successo la vetta il 14 luglio 1865. Sulla via del ritorno, Hadow, secondo di cordata, scivolò, investendo Croz, che era in testa, trascinandolo lungo la strapiombante parete nord del Cervino; i due trascinarono nella loro caduta anche Lord Douglas e Hudson, poi la corda che univa i sette si spezzò mentre Whymper e i due Taugwalder riuscirono a restare aggrappati alle rocce. Il corpo di Michel Croz, recuperato pochi giorni dopo, fu sepolto nel cimitero della chiesa di Zermatt.

## Prime ascensioni
Ha compiuto la prima ascensione delle seguenti montagne:
- Aiguille de la Grande Sassière con William Mathews - 5 agosto 1860[3]
- Grande Casse con William Mathews e Étienne Favre - 8 agosto 1860
- Monte Gelé con Frederick William Jacomb e Jean-Baptiste Croz - 11 agosto 1861[4]
- Castore con Frederick William Jacomb e William Mathews - 23 agosto 1861[5]
- Monviso con Jean-Baptiste Croz, Frederick William Jacomb e William Mathews - 30 agosto 1861[6]
- Barre des Écrins con Adolphus Warburton Moore, Horace Walker, Edward Whymper, Christian Almer senior and Christian Almer junior - 25 giugno 1864
- Monte Dolent con Edward Whymper, Anthony-Adams Reilly, Henri Charlet e Michel Payot - 9 luglio 1864[7]
- Aiguille d'Argentière con Anthony-Adams Reilly, Edward Whymper, Henri Charlet e Michel Payot - 15 luglio 1864
- Grand Cornier con Edward Whymper, Christian Almer e Franz Biner - 16 giugno 1865
- Punta Whymper sulle Grandes Jorasses con Edward Whymper, Christian Almer e Franz Biner - 24 giugno 1865[8]
- Cervino con Edward Whymper, Lord Francis Douglas, Douglas Robert Hadow, Charles Hudson e Peter Taugwalder padre e figlio - 14 luglio 1865[9]

Ha compiuto la prima ascensione delle seguenti vie:
- Couloir Tuckett sul Monte Pelvoux con Peter Perren e Francis Fox Tuckett - 5 luglio 1862[10]
- Cresta del Moine sulla Aiguille Verte (seconda ascensione assoluta della montagna) con George Hodgkinson, Charles Hudson, Thomas Stuard Kennedy, Michel Ducroz e Peter Perren - 5 luglio 1865[11]

## Commemorazioni
Una delle punte delle Grandes Jorasses è dedicata a Michel Croz (Punta Croz, 4.110 m)
La sua città natale, Chamonix, gli ha dedicato una via centrale, avenue Michel Croz. Uno degli edifici più antichi di Chamonix, la salle Michel Croz, che gli era stata dedicata, fu distrutta da un incendio il 15 febbraio 1999